# Honderdland

Honderdland als buurt van Maasdijk in de gemeente Westland.

Honderdland is een buurt en polder in Maasdijk, in de Nederlandse provincie Zuid-Holland. Oorspronkelijk was het een land- en tuinbouwgebied, maar sinds begin eenentwintigste eeuw is het een bedrijventerrein.
Het gebied grenst in het westen aan de nieuwe Maasdijk, in het zuiden aan de Nolweg en in het oosten aan de Oranjesluisweg. In het oosten wordt het gebied begrensd door de A20 die deels het tracé volgt van de oude Maasdijk. De vroegere oostelijke grens liep via de Oudendijk en Blauwhek maar deze wegen zijn vrijwel volledig verdwenen bij de herinrichting.

## Naam
De naam Honderdland komt waarschijnlijk van Hontenesseland. Hier duidt 'nesse' op 'landtong' dat ook bij andere plaatsnamen voorkomt, zoals bij Spijkernisse.

## Geschiedenis
Het gebied Honderdland lag oorspronkelijk buiten de eerste Maasdijk. Deze dijk, die in de twaalfde eeuw werd aangelegd, bood het achterliggende land bescherming tegen de Maas en liep van Maasland via de Oude Campsweg en de Oudedijk naar het Sint Jorispad en de Galgeweg richting de Naaldwijkse strandwal. Buiten deze dijk zorgde de Maas voor landaanwas door het afzetten van zand en klei. In de eerste helft van de dertiende eeuw werd de huidige Maasdijk verder van de eerste Maasdijk aangelegd waardoor Honderdland binnen de bedijking kwam te liggen. Vondsten uit de tiende tot en met de twaalfde eeuw toonden aan dat het gebied al voor de inpoldering werd bewoond.
Het nieuwe Honderdland werd in 1252 door de Hollandse graaf in leen gegeven aan Oger van Hock, de vader van de heer Gerard van de Wateringe. Ondanks dat het land dunbevolkt was, het had in 1514 bijvoorbeeld 12 haardsteden, was het een heerlijkheid en had het een eigen baljuwschap. Na 1514 werd Honderdland bij Naaldwijk gevoegd. Lange tijd was het grondgebied van het Honderdland in bezit geweest van het klooster Leeuwenhorst. Aan de Nolweg had het klooster een uithof.
Het dorp Maasdijk ontstond eind negentiende eeuw als een rij huizen aan de Honderdlandse kant van de Maasdijk. In de twintigste eeuw werd het centrum van het dorp verplaatst naar de Oranjepolder, aan de andere kant van de Maasdijk. Het Honderdland was een land- en tuinbouwgebied tot de aanleg van een bedrijventerrein begin eenentwintigste eeuw.

Kaart van de Oranjepolder in het groen voor de inpoldering, met daaronder Honderdland, in 1633.

## Bestuur
Honderdland was een zelfstandige hoge heerlijkheid totdat het in 1434 in handen kwam van de Van Naaldwijks. Vanaf 1514 deelden Naaldwijk en Honderdland ook dezelfde baljuw. Het proces van landaanwas buiten de Maasdijk bleef voortduren waardoor in de zeventiende daar veel nieuwe kwelders waren ontstaan. De toenmalige heer van Naaldwijk en Honderdland, Frederik Hendrik van Oranje, had het recht om deze landen in te polderen en vroeg daarvoor toestemming in 1644. Dit werd de Oranjepolder. Na het opheffen van de ambachten in 1795, werd Honderdland onderdeel van de gemeente Naaldwijk. Deze gemeente ging in 2004 over in de gemeente Westland.

## Galerij

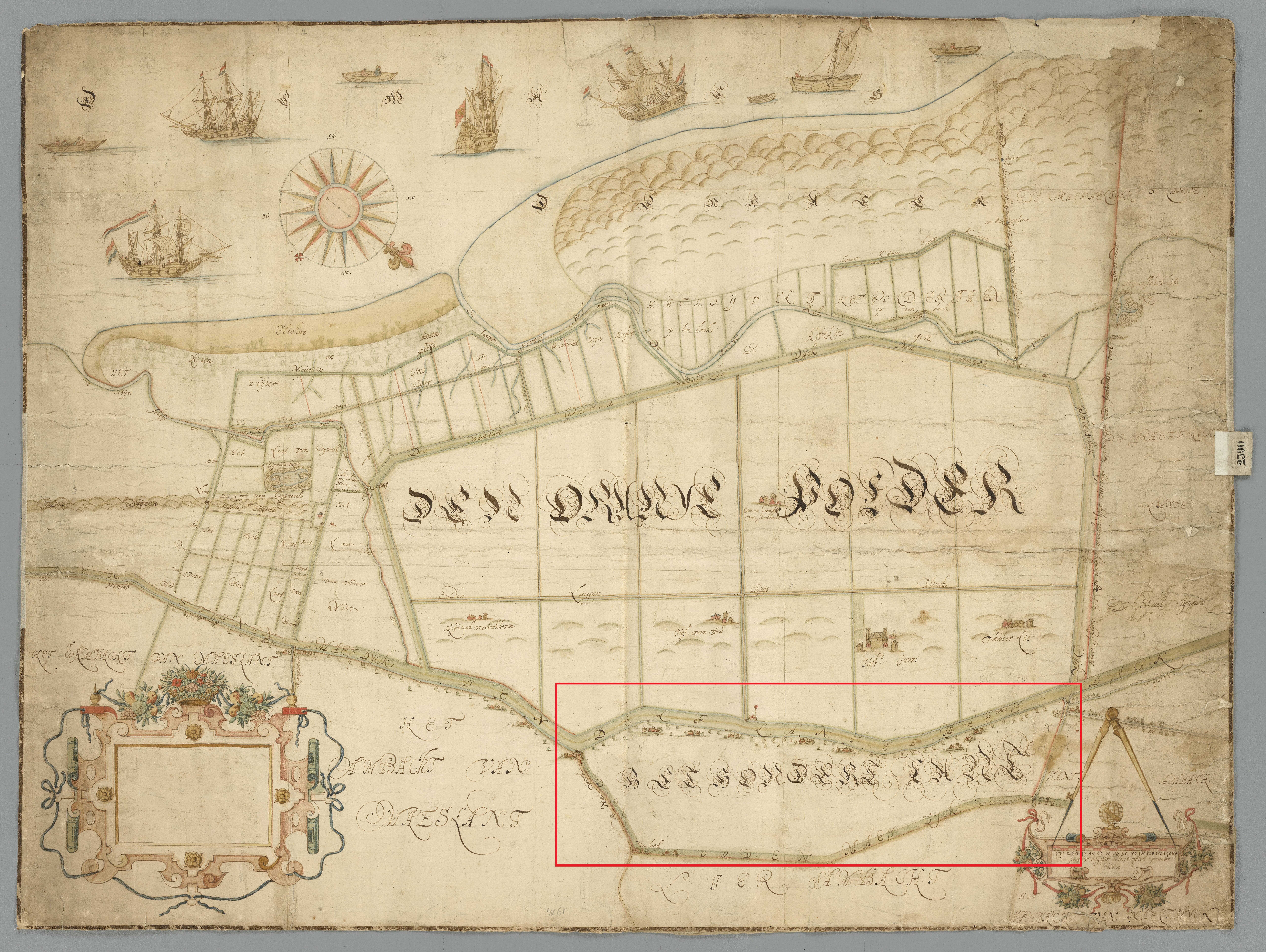
Zeventiende-eeuwse kaart van Honderdland (in rood omkaderd). Maker onbekend.
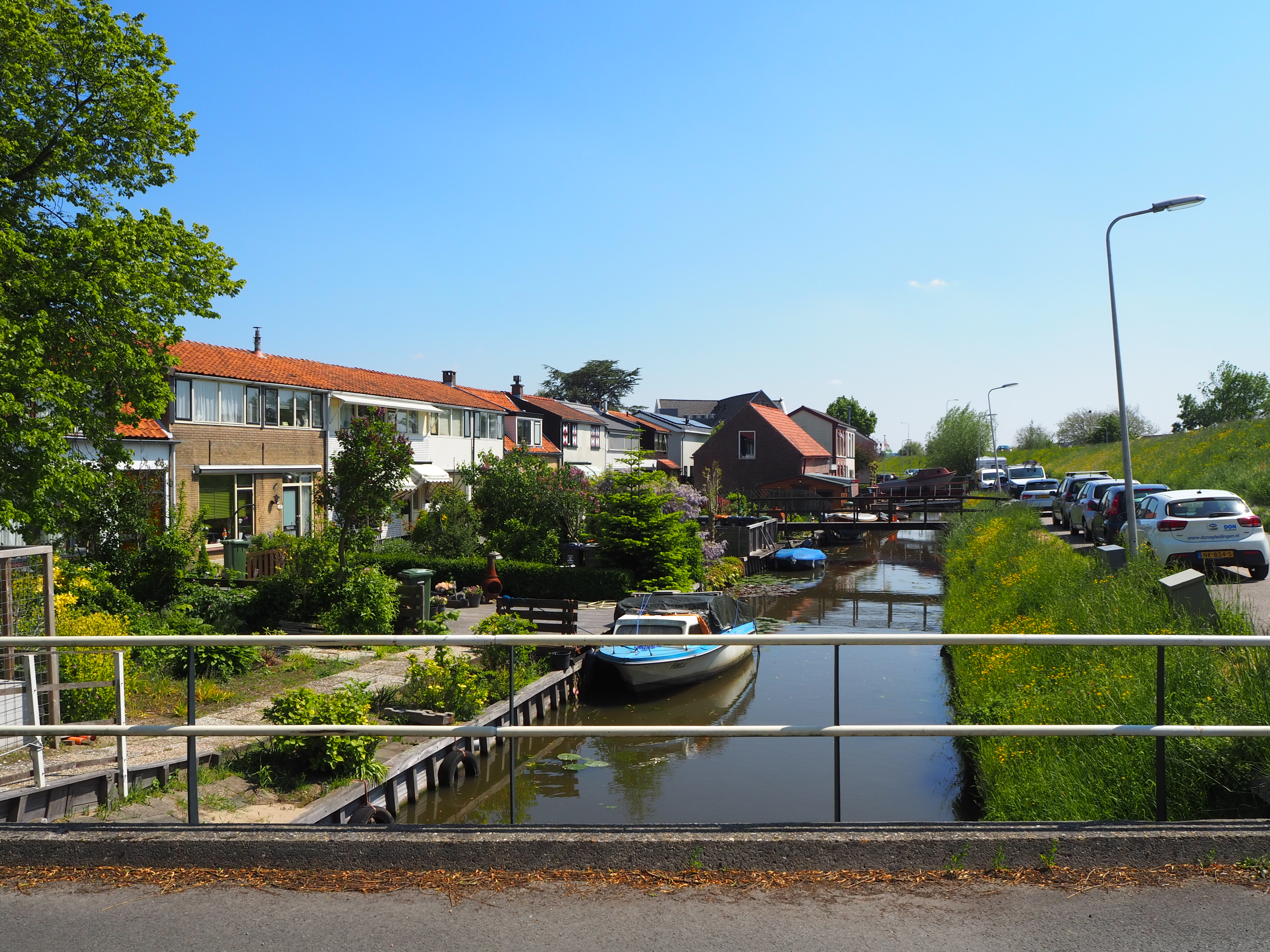
Rijtjeshuizen in Honderdland, tegenover de Maasdijk.
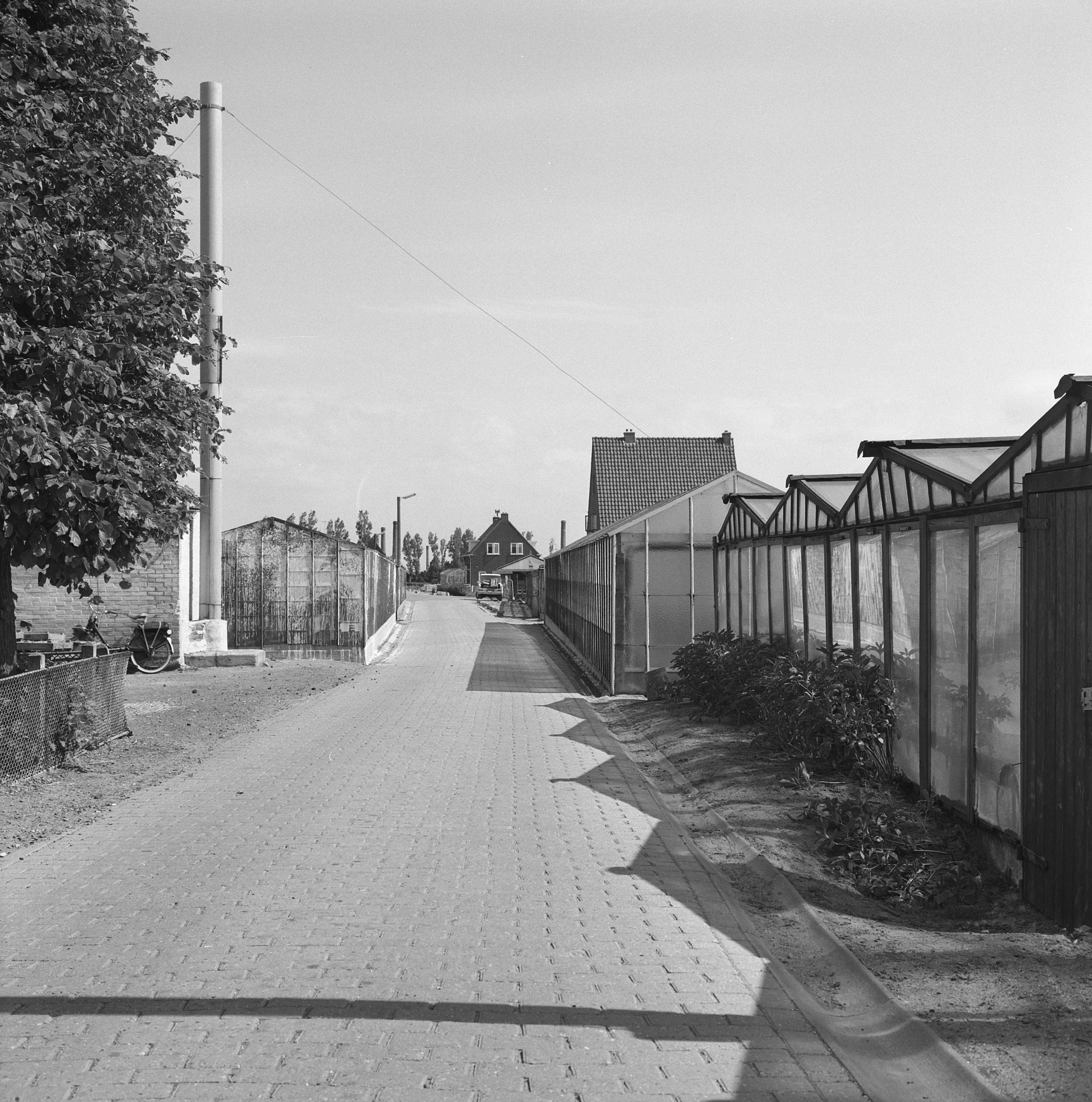
Kassen aan Blauwhek, in 1965